# B4.Da.$$
B4.Da.$$ (gestileerd als B4.DA.$$ en uitgesproken als Before Da Money of Badass) is het debuut studioalbum van de Amerikaanse rapper Joey Bada$$. Het album werd op 20 januari 2015 uitgebracht onder Pro Era, Cinematic Music Group, Relentless Records en RED Distribution. Op het album komen gastoptredens voor van: BJ the Chicago Kid, Chronixx, Maverick Sabre, Dyemond Lewis, Raury, Action Bronson, Elle Varner en Kiesza. Joey Bada$$ zelf is de uitvoerend producent.

## Tracklist
| 1.                 | Save the Children                             | 3:35 |
| 2.                 | Greenbax (Interlude)                          | 0:48 |
| 3.                 | Paper Trail$                                  | 3:17 |
| 4.                 | Piece of Mind                                 | 3:38 |
| 5.                 | Big Dusty                                     | 4:53 |
| 6.                 | Hazeus View                                   | 3:39 |
| 7.                 | Like Me (met BJ the Chicago Kid)              | 4:28 |
| 8.                 | Belly of the Beats (met Chronixx)             | 3:56 |
| 9.                 | No. 99                                        | 2:46 |
| 10.                | Christ Conscious                              | 2:53 |
| 11.                | On & On (met Maverick Sabre en Dyemond Lewis) | 4:40 |
| 12.                | Escape 120 (met Raury)                        | 3:47 |
| 13.                | Black Beetles                                 | 3:50 |
| 14.                | O.C.B.                                        | 3:43 |
| 15.                | Curry Chicken                                 | 3:33 |
| Totale duur: 53:02 |                                               |      |

| 16.                | Run Up On Ya (met Action Bronson en Elle Varner) | 4:08 |
| 17.                | Teach Me (met Kiesza)                            | 4:18 |
| Totale duur: 61:24 |                                                  |      |